# 克尼尔瓦尔德
克尼尔瓦尔德是德国黑森州的一个市镇。总面积100.68平方公里，总人口4565人，其中男性2250人，女性2315人（2011年12月31日），人口密度45人/平方公里。